# 安彩鸾
安彩鸾（芬蘭語：Johanna Wilhelmiina Arpiainen，1859年11月6日—1922年2月13日），姓名音译为约翰娜·威廉明娜·阿尔皮艾宁，芬兰教师、作家及传教士。她作为芬兰自由会差会传教士在中国传教达20年之久。

## 学习及执教
威廉明娜·阿尔皮艾宁在1859年11月6日出生于芬兰皮耶克赛迈基。1881年她从于韦斯屈莱师范学校毕业。1881-1891年间她在塞基耶尔维（现已划至俄罗斯）当教师。

## 传教
1891年3月8日，阿尔皮艾宁在赫尔辛基的差会会议上接受为传教士。
1893年阿尔皮艾宁在扬州开始传道工作，最初在中国内地会女传教士培训部学习汉语，取汉名为安彩鸾。之后她到镇江内地会的传教站传教，同时在那传教的还有芬兰传教士韦尔娜·哈马伦（Verna Hammaren）和昂内斯·梅耶尔（Agnes Meyer）。1896年5月，梅耶尔返回芬兰。
1899年11月在戴德生的建议下安彩鸾前往湖南开设芬兰传教士的传教站，但在当地人的阻力下未果。而江西永新县人则希望内地会派遣传教士前往该地传教，并已置地准备开建会堂。在内地会前辈的指引下安彩鸾开始在永新传教。与同来的永丰人姚大和的帮助下，租屋开堂作临时布道所。1900年首批8名永新男性入教，接受安彩鸾的洗礼成为正式教徒。
义和团运动开始后安彩鸾被召回芬兰。在芬兰的时候安彩鸾开始在芬兰各地传播传教书籍，并曾短时担任赫尔辛基圣经女家的临时负责人。
1905年4月16日安彩鸾经美国抵达上海。开始时她想方设法前往湖南，但未成功。于是她再次来到永新，转到吉安，最后来到永丰县，并在那里开设新的传教站。1915年1月她从永丰返回芬兰度假，并住了两年。1917年12月她经西伯利亚抵达上海。之后她一直在永丰传教，直至1922年2月13日去世。

## 作品
阿尔皮艾宁在芬兰出版过多部有关中国的回忆录，以及写作和翻译过多部有关宗教信仰的书籍。有关中国的回忆录如下：
- 《中国回忆》：Muistelmia Kiinasta.  A. Christianson, Mikkeli 1903
- 《前往中国旅途的回忆》：Muistelmia matkalta Kiinaan. A. Christianson, Mikkeli 1903 (nimimerkillä Wilhelmiina A.)
- 《有关在中国传教的一些话》：Sananen lähetystyöstä Kiinassa.  O. B. Blomfelt, Mikkeli 1903
- 《中国太平天国时期的口述》：Kertomus Boksari-kapinan ajalta Kiinassa.  Kuopio 1915 (nimimerkillä W-a A-n)